# Baltimore Ravens/Zahlen und Rekorde
Diese Seite stellt die Statistiken, Fakten und Rekorde der Baltimore Ravens dar.
Falls nicht anders angegeben, befinden sich die Daten auf dem Stand der letzten abgeschlossenen Saison. Die Quelle der Daten ist – wenn nicht anders angegeben – die Webseite pro-football-reference.com.
Die Ravens spielten seit 1996 gegen insgesamt 31 andere Mannschaften. Mit 63 Partien gab es die meisten Begegnungen gegen die Pittsburgh Steelers. Am erfolgreichsten gegen die aktuellen Teams der NFL sind sie gegen die Detroit Lions und Dallas Cowboys.

## Statistik
Nach Ende der Saison 2024 ließen sich folgende statistischen Werte ermitteln:
|                            | Wert |
| -------------------------- | ---- |
| Saisons gespielt           | 29   |
| Spiele Gesamt              | 500  |
| Siege Gesamt               | 286  |
| Niederlagen Gesamt         | 213  |
| Unentschieden Gesamt       | 1    |
| Regular-Season-Spiele      | 468  |
| Regular-Season-Siege       | 268  |
| Regular-Season-Niederlagen | 199  |
| Play-off Spiele            | 32   |
| Play-off-Siege             | 18   |
| Play-off-Niederlagen       | 14   |
| Spieler                    | 691  |
| Head Coaches               | 3    |
| Super-Bowl-Titel           | 2    |

## Rekorde
| Rekord                   | Spieler          | Wert     |
| ------------------------ | ---------------- | -------- |
| Spiele gespielt          | Sam Koch         | 256      |
| Offense                  |                  |          |
| Geworfene Yards          | Joe Flacco       | 38.245   |
| Erlaufene Yards          | Jamal Lewis      | 7.801    |
| Gefangene Yards          | Derrick Mason    | 5.777    |
| Geworfene Touchdowns     | Joe Flacco       | 212      |
| Erlaufene Touchdowns     | Jamal Lewis      | 45       |
| Gefangene Touchdowns     | Todd Heap        | 41       |
| Passversuche             | Joe Flacco       | 5.670    |
| Erfolgreiche Pässe       | Joe Flacco       | 3.499    |
| Läufe                    | Jamal Lewis      | 1.822    |
| Fänge                    | Derrick Mason    | 471      |
| Defense                  |                  |          |
| Touchdowns               | Ed Reed          | 9        |
| Interceptions            | Ed Reed          | 61       |
| erzwungene Fumbles       | Terrell Suggs    | 33       |
| Sacks                    | Terrell Suggs    | 132,5    |
| Tackles                  | Ray Lewis        | 1.568 *  |
| Safeties                 | Jameel McClain   | 2        |
| Special Teams            |                  |          |
| Punt Returns             | Jermaine Lewis   | 231      |
| Punt-Return-Yards        | Jermaine Lewis   | 2.730    |
| Punt-Return-Touchdowns   | Jermaine Lewis   | 6        |
| Längster Punt-Return     | Lamont Brightful | 95 yds   |
| Yards je Punt Return     | Bennie Thompson  | 43,0     |
| Kick Returns             | Jermaine Lewis   | 139      |
| Kick-Return-Yards        | B. J. Sams       | 3.161    |
| Kick-Return-Touchdowns   | Jacoby Jones     | 4        |
| Längster Kick-Return     | Jacoby Jones     | 108 yds  |
| Yards je Kick Return     | Raheem Mostert   | 32,8     |
| Field-Goal-Versuche      | Justin Tucker    | 468      |
| erfolgreiche Field Goals | Justin Tucker    | 417      |
| längstes Field Goal      | Justin Tucker    | 66 yds * |
| PAT-Versuche             | Justin Tucker    | 534      |
| erfolgreiche PATs        | Justin Tucker    | 532      |
| meiste erzielte Punkte   | Justin Tucker    | 1.775    |
| Punts                    | Sam Koch         | 1.168    |
| gepuntete Yards          | Sam Koch         | 52.868   |
| Yards je Punt            | Johnny Townsend  | 50,0     |

Legende:
| * | = Der Wert ist derzeit Ligarekord |

## Erstrunden Draft-Picks

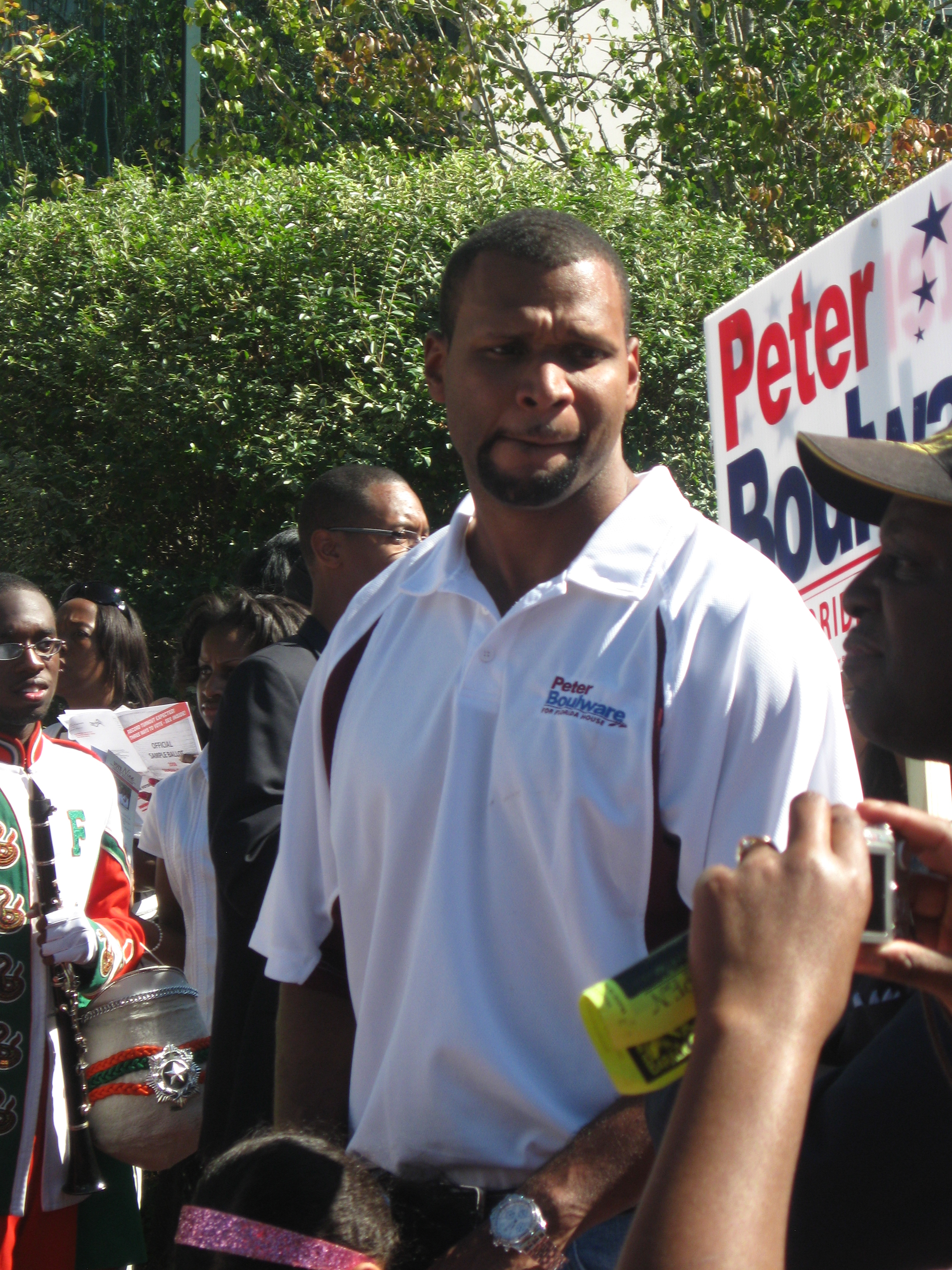
Peter Boulware spielte in seiner gesamten Karriere von 1997 bis 2005 bei den Ravens. Während dieser Zeit wurde er u. a. 1997 zum Defensive Rookie of the Year gewählt und nach seiner Karriere in die Baltimore Ravens Ring of Honor aufgenommen.

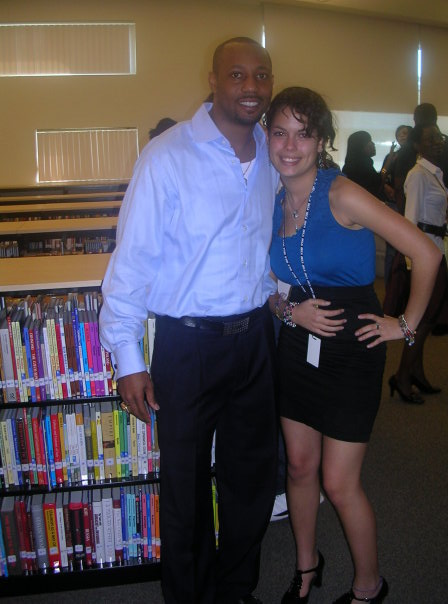
Duane Starks spielte von 1998 bis 2001 bei den Ravens.

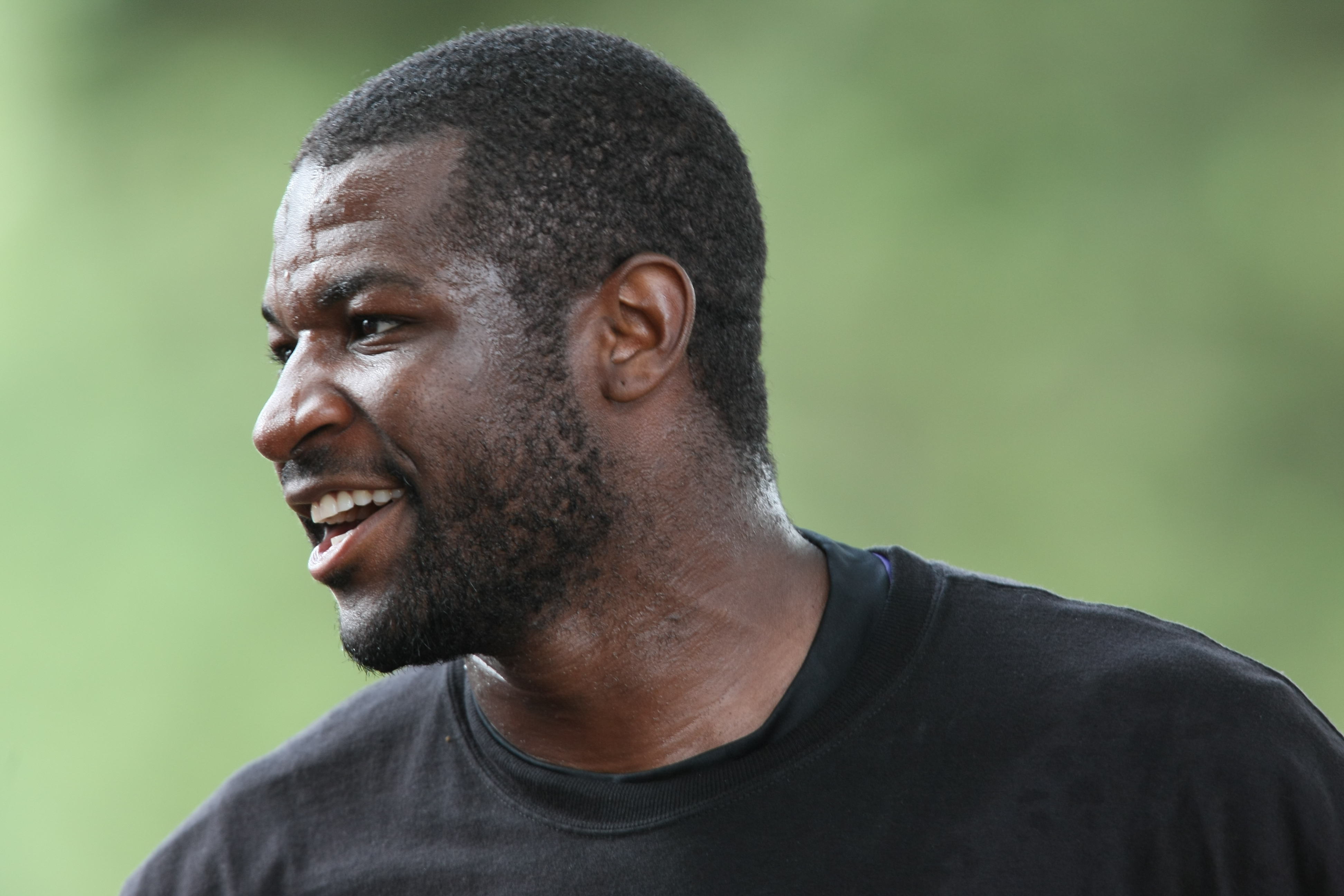
Mark Clayton spielte von 2005 bis 2009 bei den Ravens.

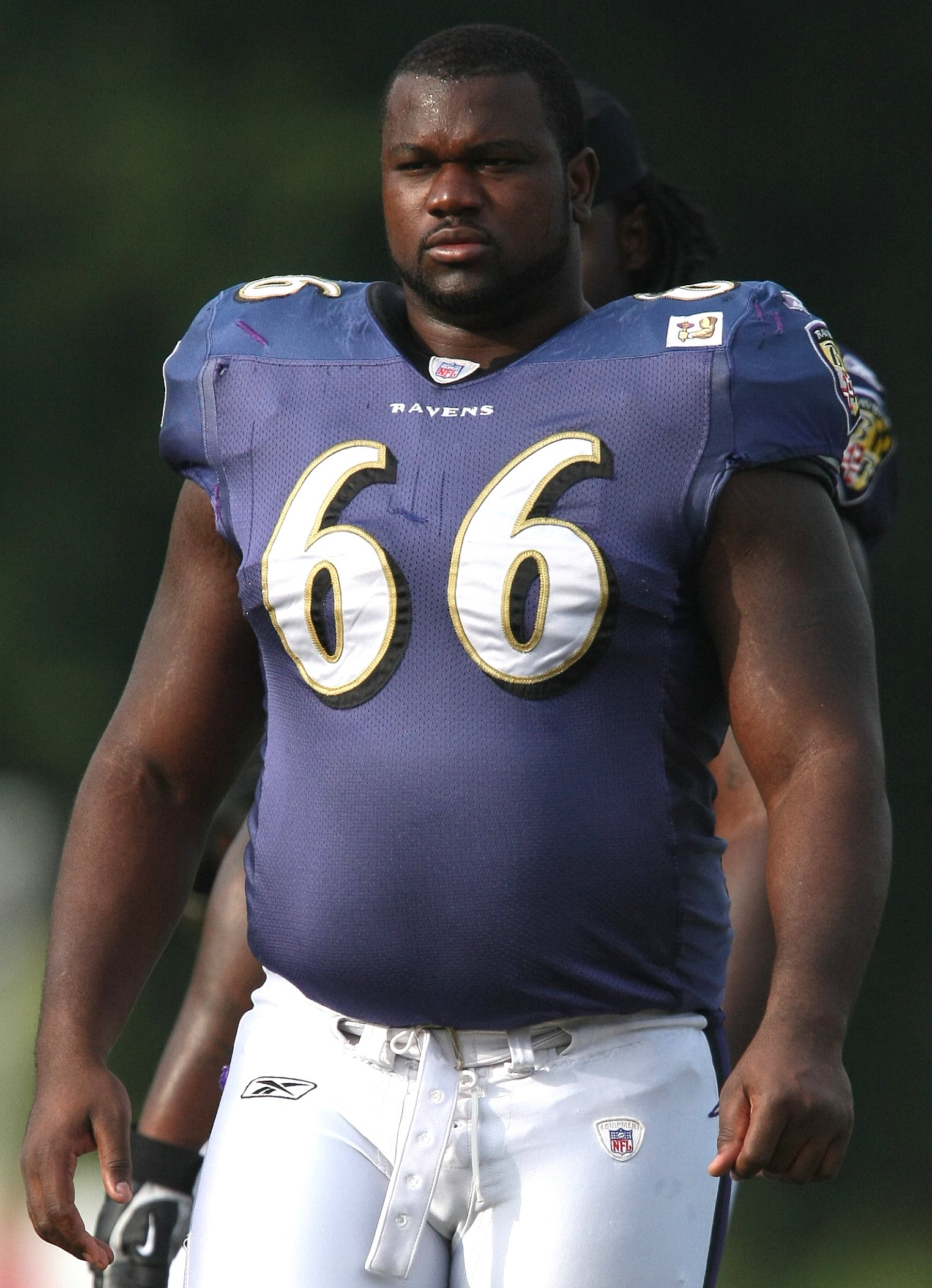
Ben Grubbs spielte von 2007 bis 2011 bei den Ravens.

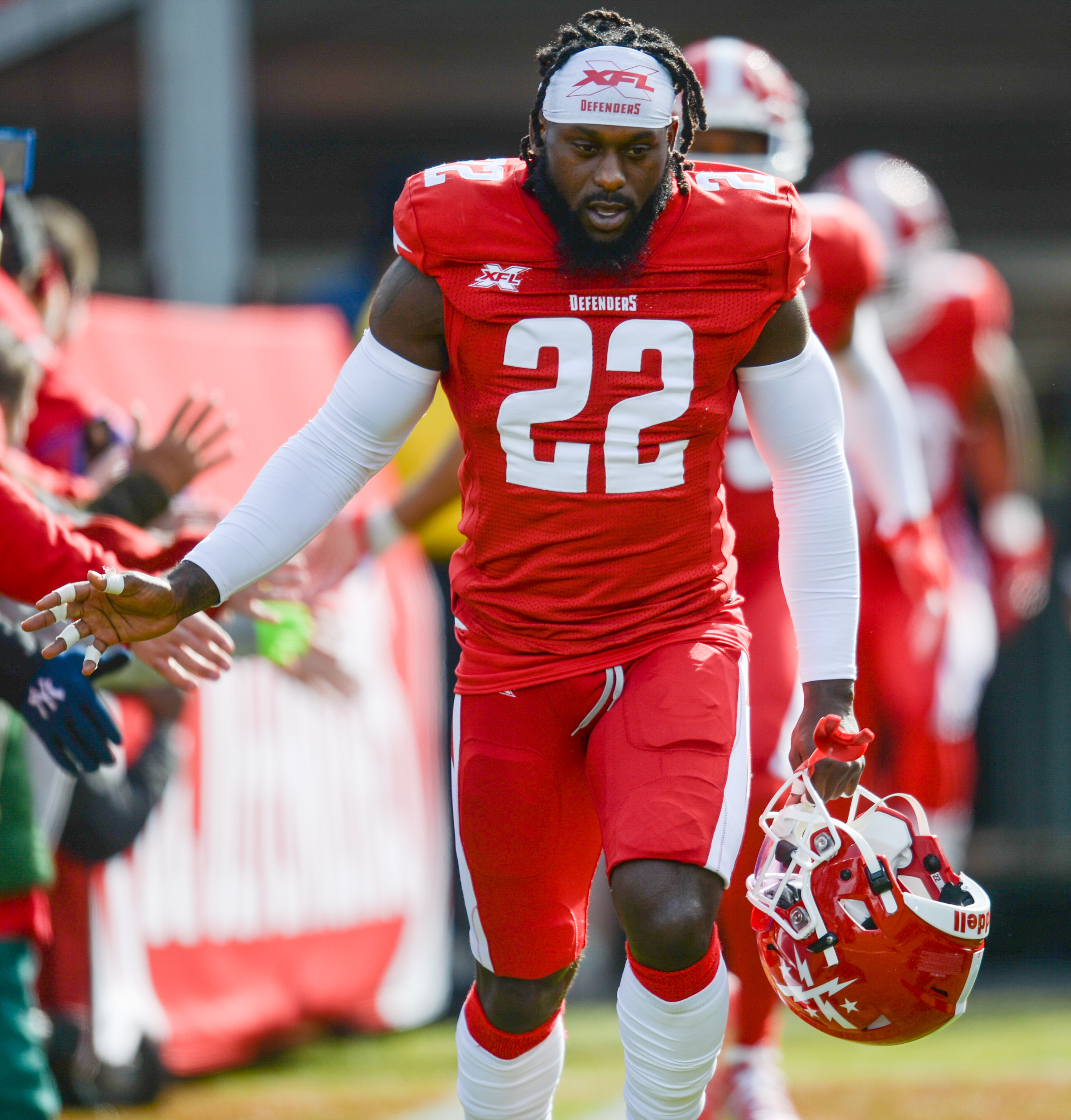
Matt Elam spielte von 2013 bis 2016 bei den Ravens.

Nachfolgend werden hier alle Erstrunden Draft-Picks aus dem NFL-Draft aufgelistet, welche die Baltimore Ravens seit ihrer Neugründung 1996 getätigt haben. Die Neugründung wurde notwendig, da am 6. November 1995 der damalige Besitzer der Cleveland Browns, Art Modell, seine Absicht bekannt gab, zur Saison 1996 nach Baltimore umzuziehen. Modell stieß jedoch auf erbitterten Widerstand, weshalb sich die NFL in der sogenannten Cleveland Browns relocation controversy gezwungen sah, einzugreifen. Modell durfte mit seinem Management und seinen Spielern die Stadt verlassen und in Baltimore als Baltimore Ravens neu beginnen. Der Name des Teams, seine Geschichte und Rekorde verblieben aber in Cleveland.
Von der University of Miami haben sie mit drei Spielern die meisten Erstrunden-Picks ausgewählt.
| Jahr | Gesamtpick | Name              | Position         | College        |
| ---- | ---------- | ----------------- | ---------------- | -------------- |
| 1996 | 4          | Jonathan Ogden! ^ | Tackle           | UCLA           |
| 1996 | 26         | Ray Lewis! ^      | Linebacker       | Miami          |
| 1997 | 4          | Peter Boulware ^  | Linebacker       | Florida State  |
| 1998 | 10         | Duane Starks      | Cornerback       | Miami          |
| 1999 | 11         | Chris McAlister^  | Cornerback       | Arizona        |
| 2000 | 5          | Jamal Lewis^      | Runningback      | Tennessee      |
| 2000 | 10         | Travis Taylor     | Wide Receiver    | Florida        |
| 2001 | 31         | Todd Heap^        | Tight End        | Arizona State  |
| 2002 | 24         | Ed Reed! ^        | Safety           | Miami          |
| 2003 | 10         | Terrell Suggs ^   | Linebacker       | Arizona State  |
| 2003 | 19         | Kyle Boller       | Quarterback      | California     |
| 2004 | -          | kein Pick         | -                | -              |
| 2005 | 22         | Mark Clayton      | Wide Receiver    | Oklahoma       |
| 2006 | 12         | Haloti Ngata^     | Defensive Tackle | Oregon         |
| 2007 | 29         | Ben Grubbs^       | Guard            | Auburn         |
| 2008 | 18         | Joe Flacco        | Quarterback      | Delaware       |
| 2009 | 23         | Michael Oher      | Tackle           | Ole Miss       |
| 2010 | -          | kein Pick         | -                | -              |
| 2011 | 27         | Jimmy Smith       | Cornerback       | Colorado       |
| 2012 | -          | kein Pick         | -                | -              |
| 2013 | 32         | Matt Elam         | Safety           | Florida        |
| 2014 | 17         | C. J. Mosley^     | Linebacker       | Alabama        |
| 2015 | 26         | Breshad Perriman  | Wide Receiver    | UCF            |
| 2016 | 6          | Ronnie Stanley^   | Tackle           | Notre Dame     |
| 2017 | 16         | Marlon Humphrey^  | Cornerback       | Alabama        |
| 2018 | 25         | Hayden Hurst      | Tight End        | South Carolina |
| 2018 | 32         | Lamar Jackson ^   | Quarterback      | Louisville     |
| 2019 | 25         | Marquise Brown    | Wide Receiver    | Oklahoma       |
| 2020 | 28         | Patrick Queen^    | Linebacker       | LSU            |
| 2021 | 27         | Rashod Bateman    | Wide Receiver    | Minnesota      |
| 2021 | 31         | Odafe Oweh        | Linebacker       | Penn State     |
| 2022 | 14         | Kyle Hamilton^    | Safety           | Notre Dame     |
| 2022 | 25         | Tyler Linderbaum^ | Center           | Iowa           |
| 2023 | 22         | Zay Flowers^      | Wide Receiver    | Boston College |
| 2024 | 30         | Nate Wiggins      | Cornerback       | Clemson        |
| 2025 | 27         | Malaki Starks     | Safety           | Georgia        |

Legende:
| ^ | = Pro Bowler    |
| ! | = Hall of Famer |